# Gemerské spojky

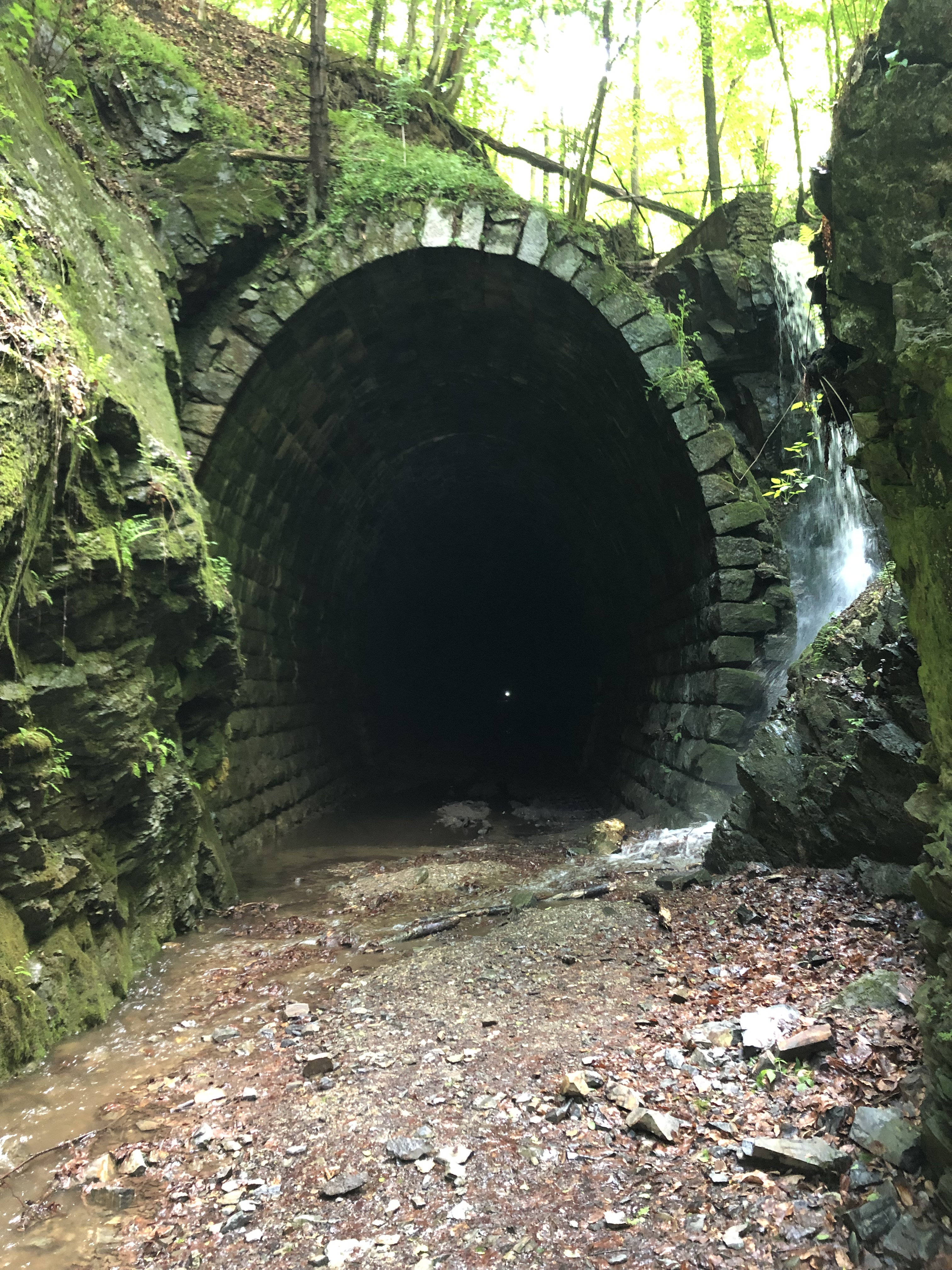
Portál Slavošovského tunelu

Gemerské spojky je název železničního projektu Slovenského štátu, který sestával ze čtyř železničních úseků, které měly propojením existujících železnic vytvořit celistvou dopravní síť v oblasti Gemeru. Projektované a budované byly po vídeňské arbitráži a během 2. světové války, ale jejich výstavbu přerušilo v roce 1944 blížící se povstání. Ukončení války a návrat anektovaných území Slovensku znamenalo pominutí potřeby jejich dokončení a zprovoznění.

## Úseky
- Pohronská Polhora – Tisovec (rekonstrukce ozubnicové trati) + Tisovec – Revúca (nedokončený; 24 km a 6 tunelů)
- Chyžnianská Voda (dnes Lubeník ) – Slavošovce (nedokončený; 14 km, 3 tunely)
- Štítnik – Nižná Slaná (projekt; 20 km, 5 tunelů)
- Rimavská Baňa – Kokava nad Rimavicou (záměr)
- Dobšiná – Dedinky (záměr)

## Dějiny
Na základě vídeňské arbitráže anektovalo Maďarské království široký pás jižního pohraničí Slovenska, čímž došlo k odstřižení několika gemerských lokálních tratí. Ztráta úseků železničních tratí od Rožňavy po Lučenec znamenala, že přístup na tuto část Gemeru po železnici byl možný jen územím Maďarska, což komplikovalo život obyvatel, podnikání i správu území. Závažným problémem bylo přerušení železničního spojení do Slavošovských papíren, jejichž zásobování a doprava výrobků byla na železnici závislá. Tratě Brezno – Tisovec – Jesenské, Plešivec – Muráň a Plešivec – Slavošovce vytvořily izolované úseky, které bylo možné vzájemně propojit tzv. Gemerskými spojkami a zpřístupnit tak odříznuté území. Bylo třeba propojit Tisovec s Revúcou a Lubeník se Slavošovcemi, výhledově i Štítnik s Nižnou Slanou (na tento úsek byl vypracován projekt), jakož i Dobšinou s tratí Červená Skala – Margecany blízko obce Dedinky (zůstal jen záměr).

## Výstavba
Slovenská dopravní komise rozhodla už v září 1939 o výstavbě úseků Nižná Slaná – Štítnik, Slavošovce – Lubeník, Muráň – Tisovec a Rimavská Baňa – Kokava nad Rimavicou. Projektová příprava pro první 3 úseky byla zahájena 4. prosince 1939 v Brezně. Vzhledem k zájmu Německé říše udržovat a rozvíjet vojensky významné železniční tratě bylo však tempo výstavby těchto úseků pomalé. Stavět se začalo v prosinci roku 1940 a velká část (2. a 3. úsek) z 58 km plánovaných spojek měla být předána do provozu k 1. listopadu 1942, kdy by se začal budovat 1. úsek. Krátce před dokončením nejsložitějších objektů byla v létě 1944 výstavba po vypuknutí SNP přerušena.
Dokončený byl Tisovecký tunel, ale tunel pod Homôľkou, tunel pod Dielikom, Koprášsky tunel a Koprášský (někdy označován jako Mníšanský) viadukt zůstaly nedokončené. Dodnes jsou kromě těchto staveb v dobrém stavu pilíře viaduktů, propustky a opěrné zdi, pozorovatelné jsou na mnoha místech i náspy i zářezy. Po ukončení 2. světové války a vrácení anektovaného území se obnovil původní přístup k lokálním tratím a přestože se práce na dotvoření spojek rozjely, byly po znárodnění stavebnictví k 31. prosinci 1948 ukončeny. Nedokončená trať je dnes unikátním lákadlem pro turisty a železniční nadšence, kteří obdivují tato po desetiletí opuštěná stavební díla.

## Dnešní stav
V poslední době[kdy?] se stávají gemerské spojky vyhledávaným turistickým cílem. Slavošovský a Koprášský tunel jsou volně přístupné a lze je po celé délce projít. Jejich okolí je upraveno a nacházejí se zde informační tabule. Tunel pod Dielikom je nepřístupný, protože je částečně zatopen a jde o významné zimoviště netopýrů.

## Slavošovský tunel
Slavošovský tunel, známý také jako Tunel pod Homôľkou, má délku 2,4 km. Je součástí cyklostezky, čímž se stal nejdelším cyklotunelem v Evropě a třetím nejdelším na světě. V minulosti tunel využívali místní obyvatelé na zkrácení trasy mezi obcemi. Ústí tunelu ze slavošovské strany bylo během druhé světové války zavaleno partyzány z obavy, že by tudy mohla projít německá vojska, proto se dnes toto ústí nachází pod úrovní terénu. V současnosti je upraveno a do tunelu z této strany vede dřevěné schodiště, díky čemuž je možné jím projít z jedné strany na druhou.

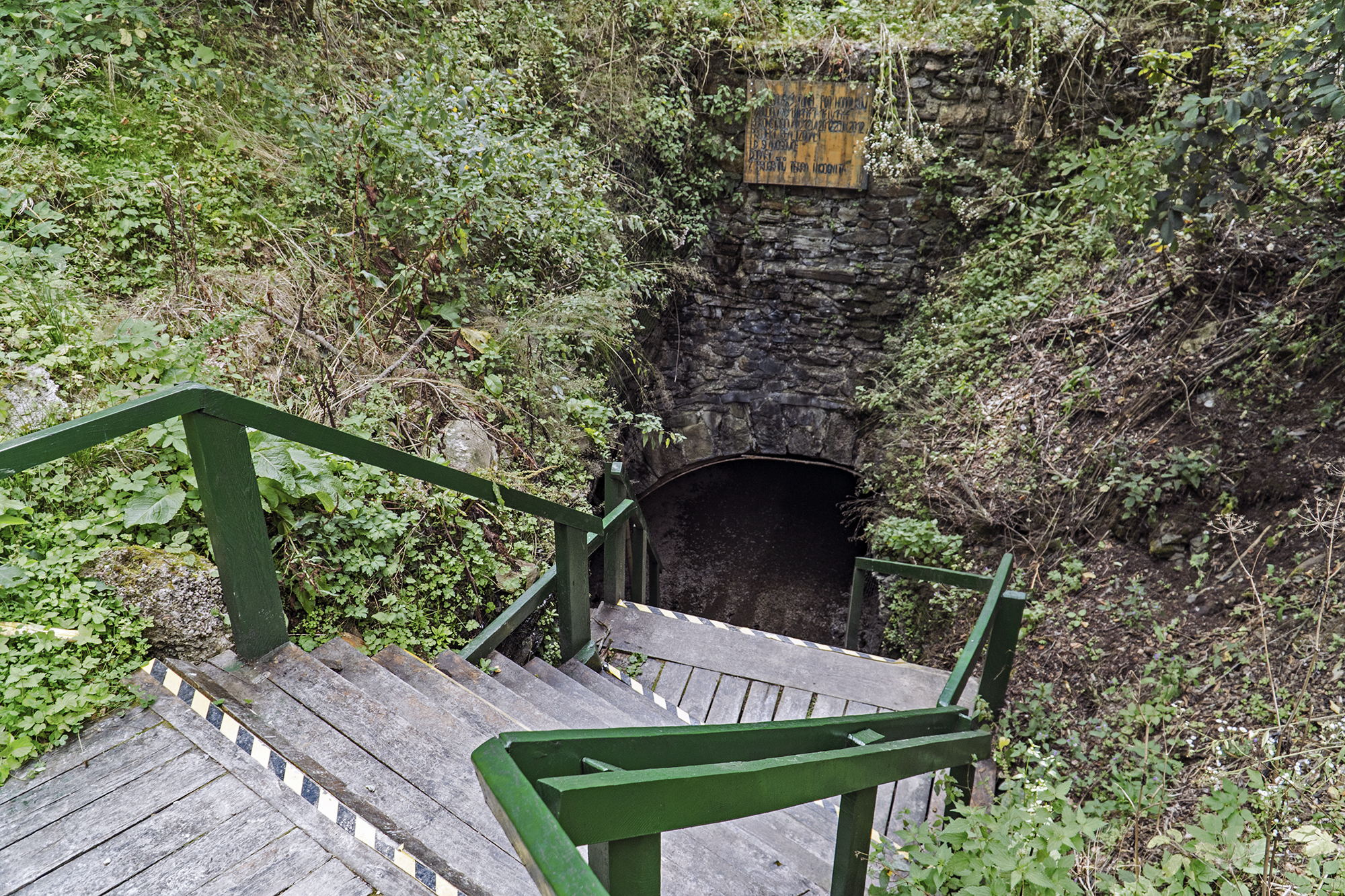
Vstup do Slavošovského tunelu ze slavošovské strany
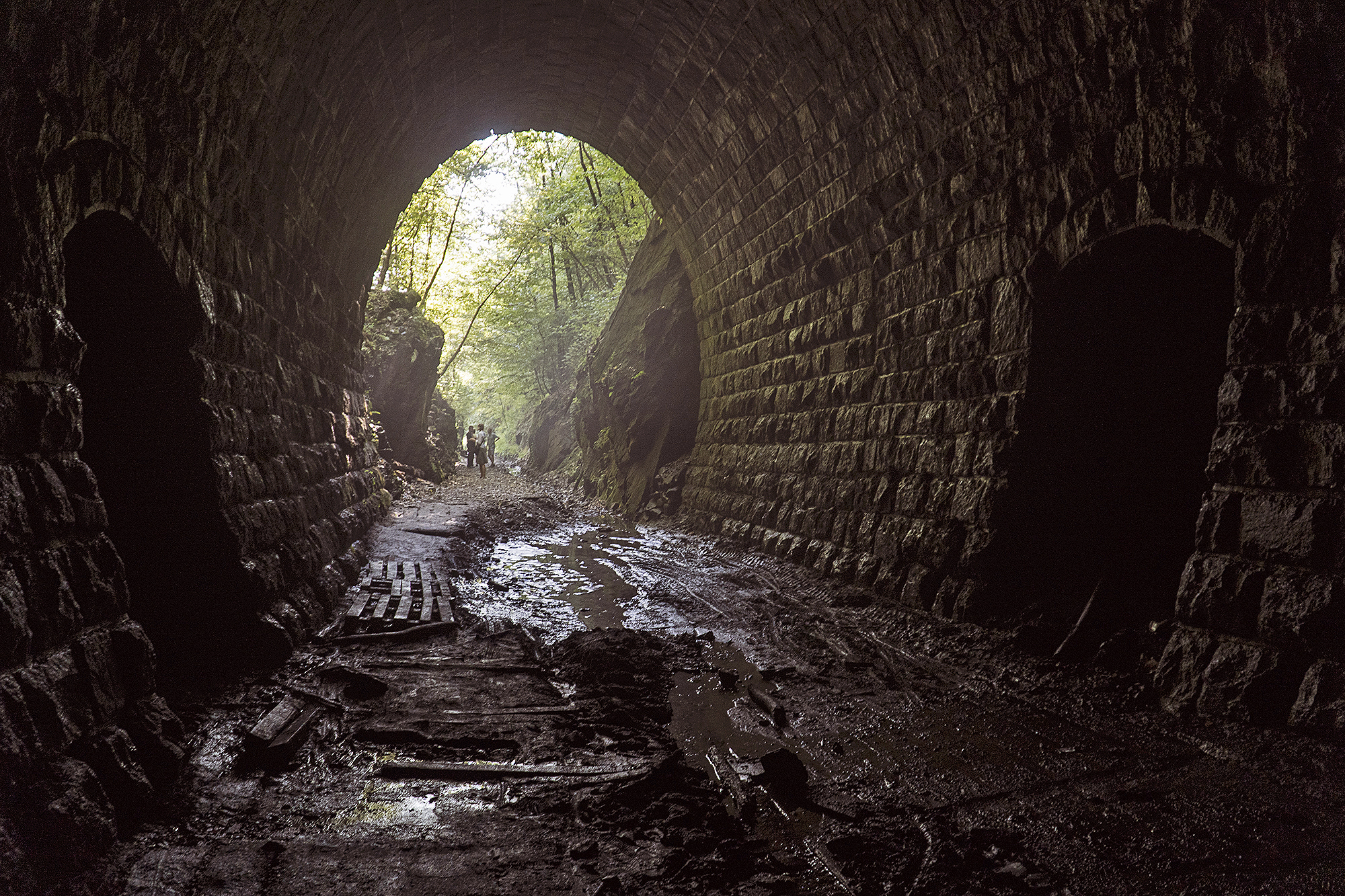
Pohled ze Slavošovského tunelu
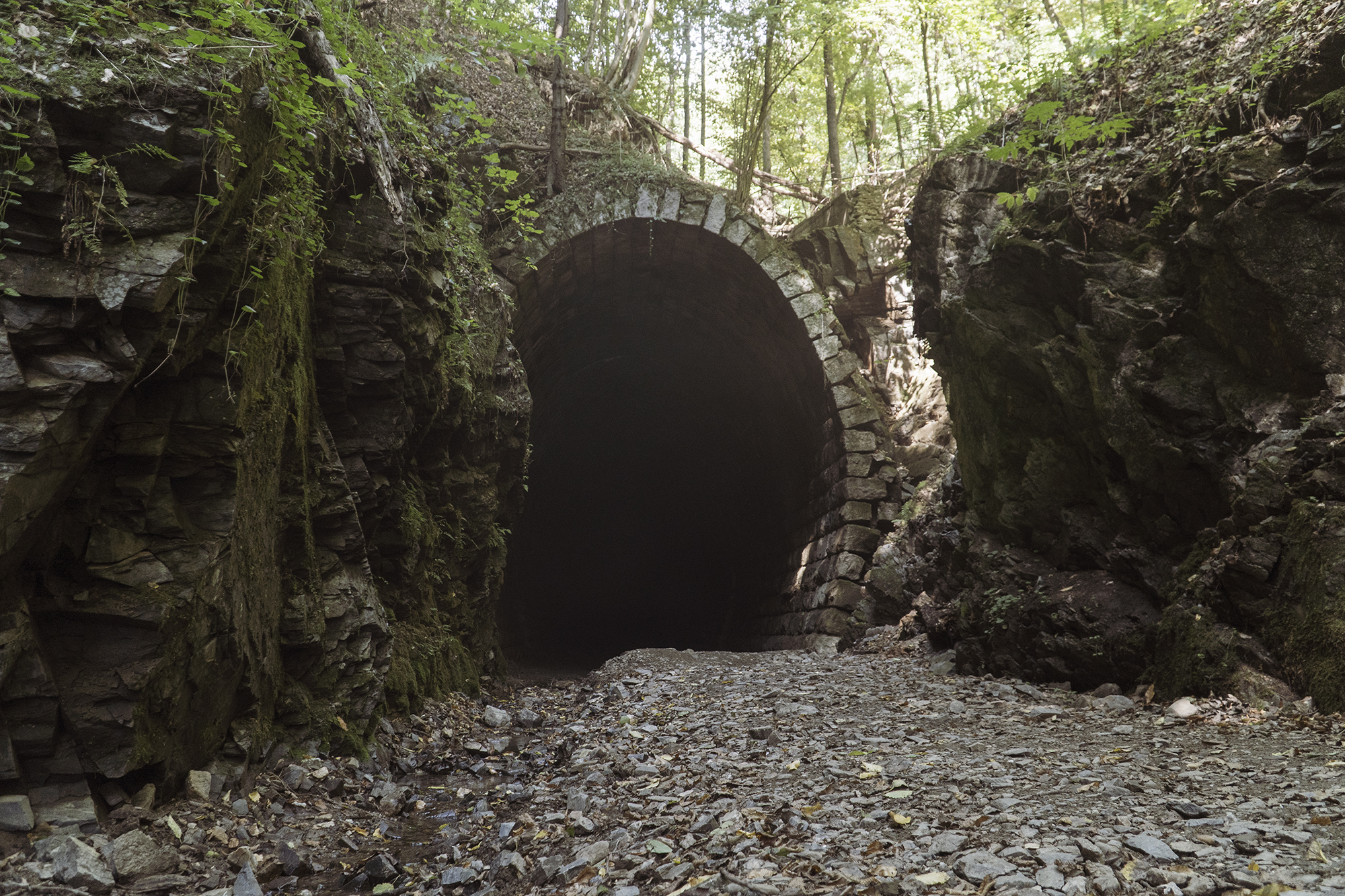
Portál Slavošovského tunelu z revúcké strany

## Koprášský viadukt a Koprášský tunel
Koprášský tunel, známý též jako Mníšanský tunel, je s délkou 245 m nejkratším ze tří tunelů Gemerských spojek. Z mníšanské strany na něj navazuje přes 120 m dlouhý železobetonový Koprášský viadukt, přezdívaný i Mníšanský viadukt.

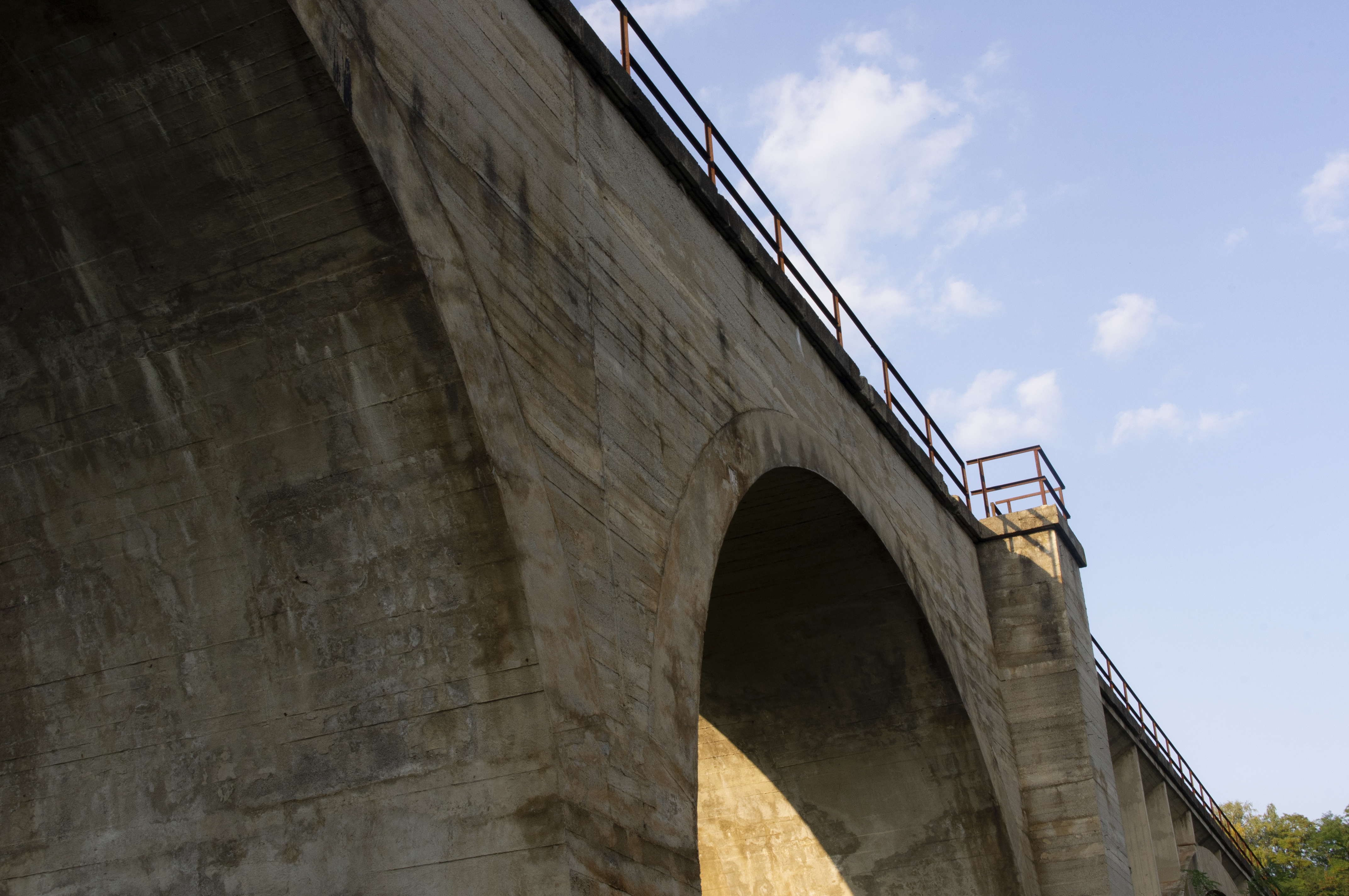
Koprášský viadukt
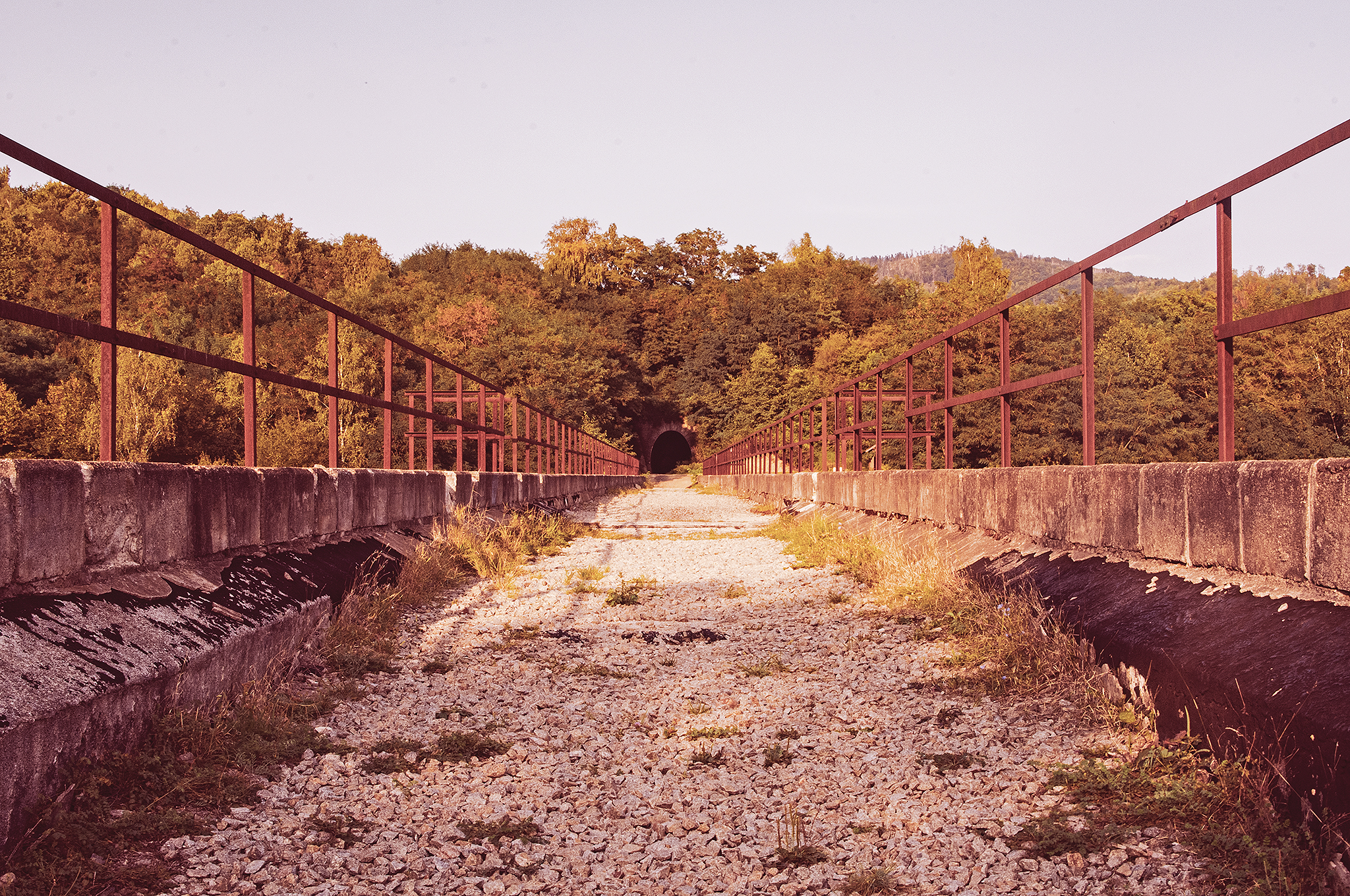
Pohled z Koprášskeho viaduktu na portál Koprášského tunelu
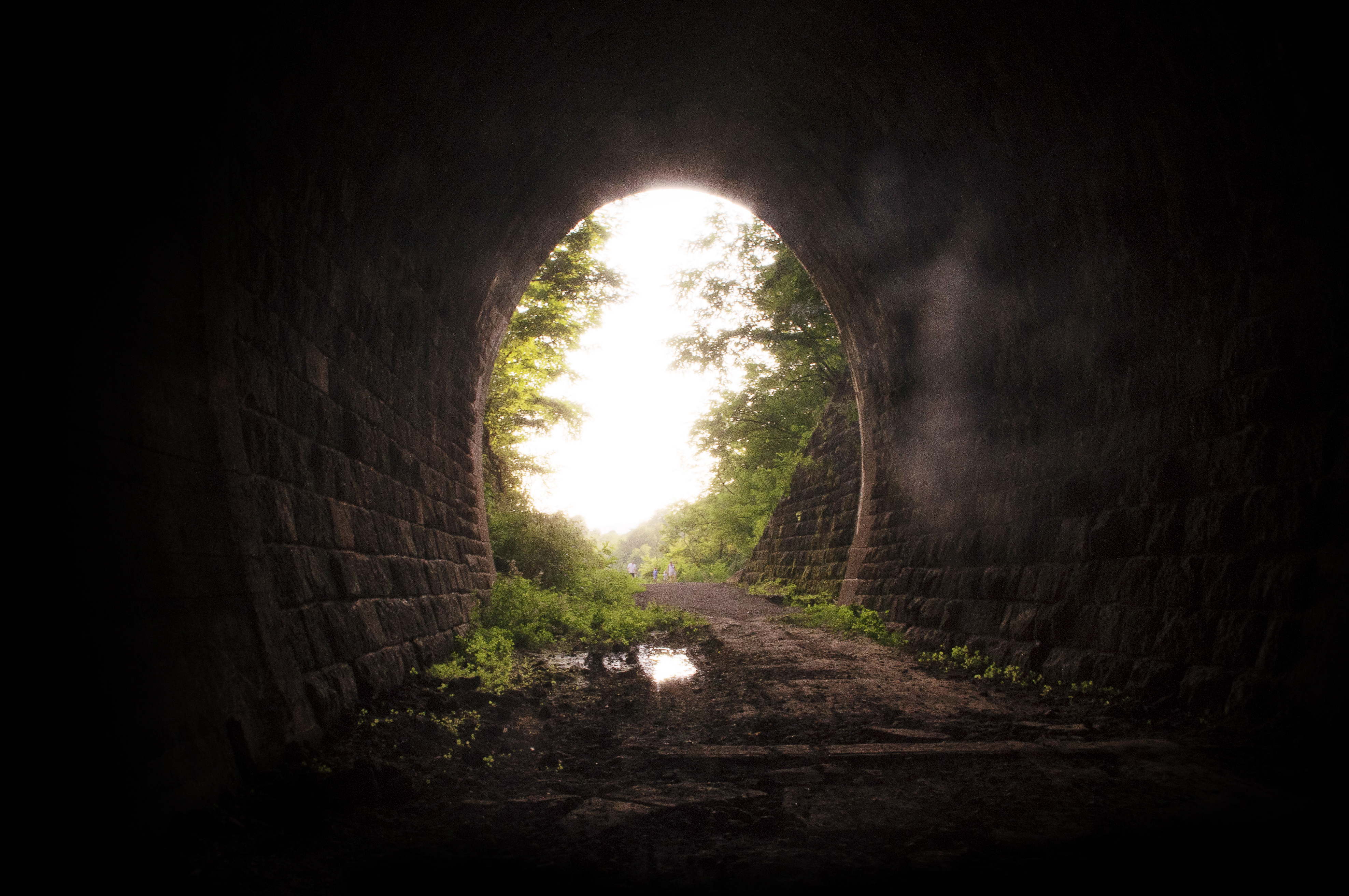
Pohled z Koprášskeho tunelu
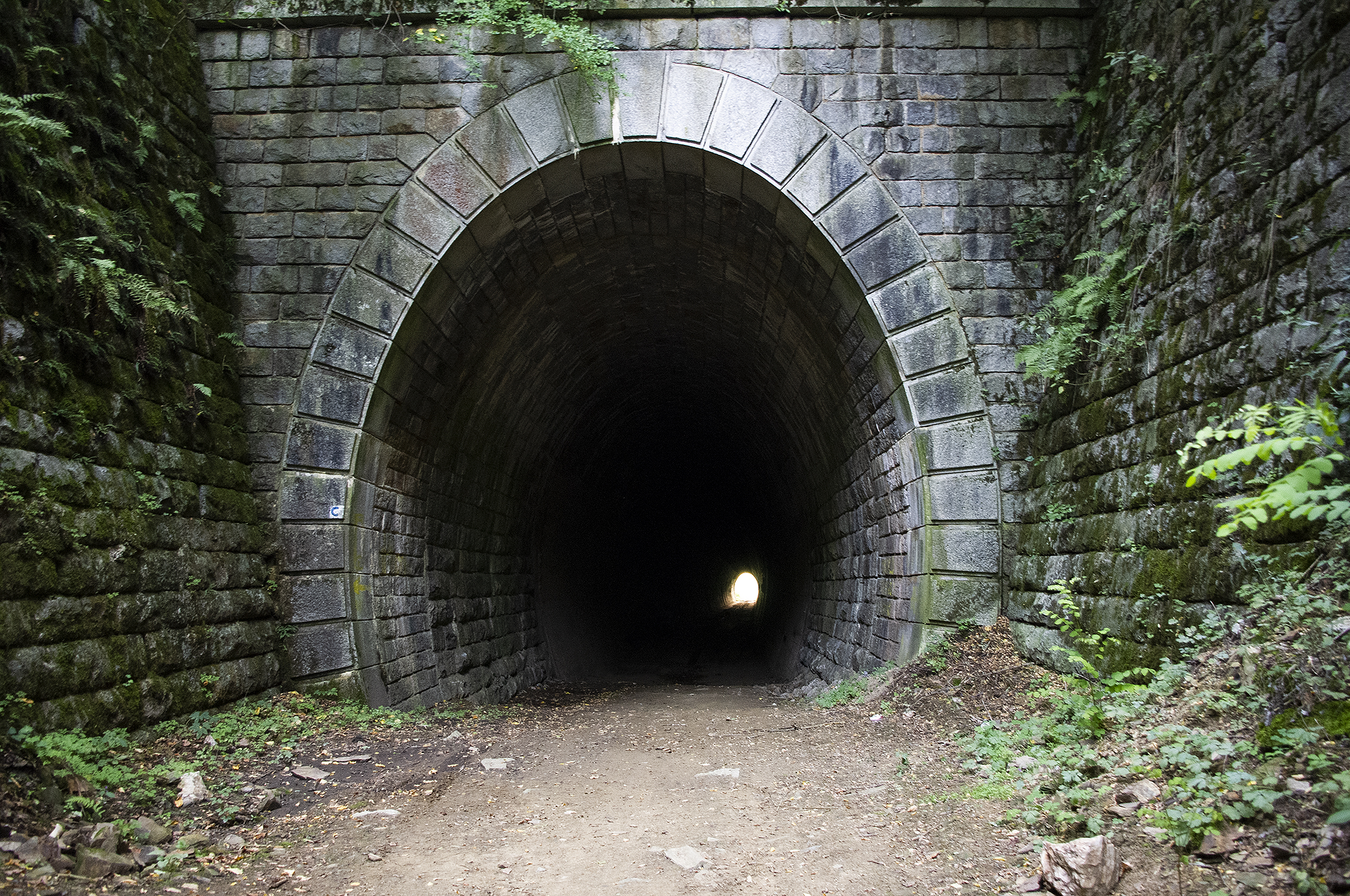
Portál Koprášskeho tunelu z koprášské strany

## Tunel pod Dielikom

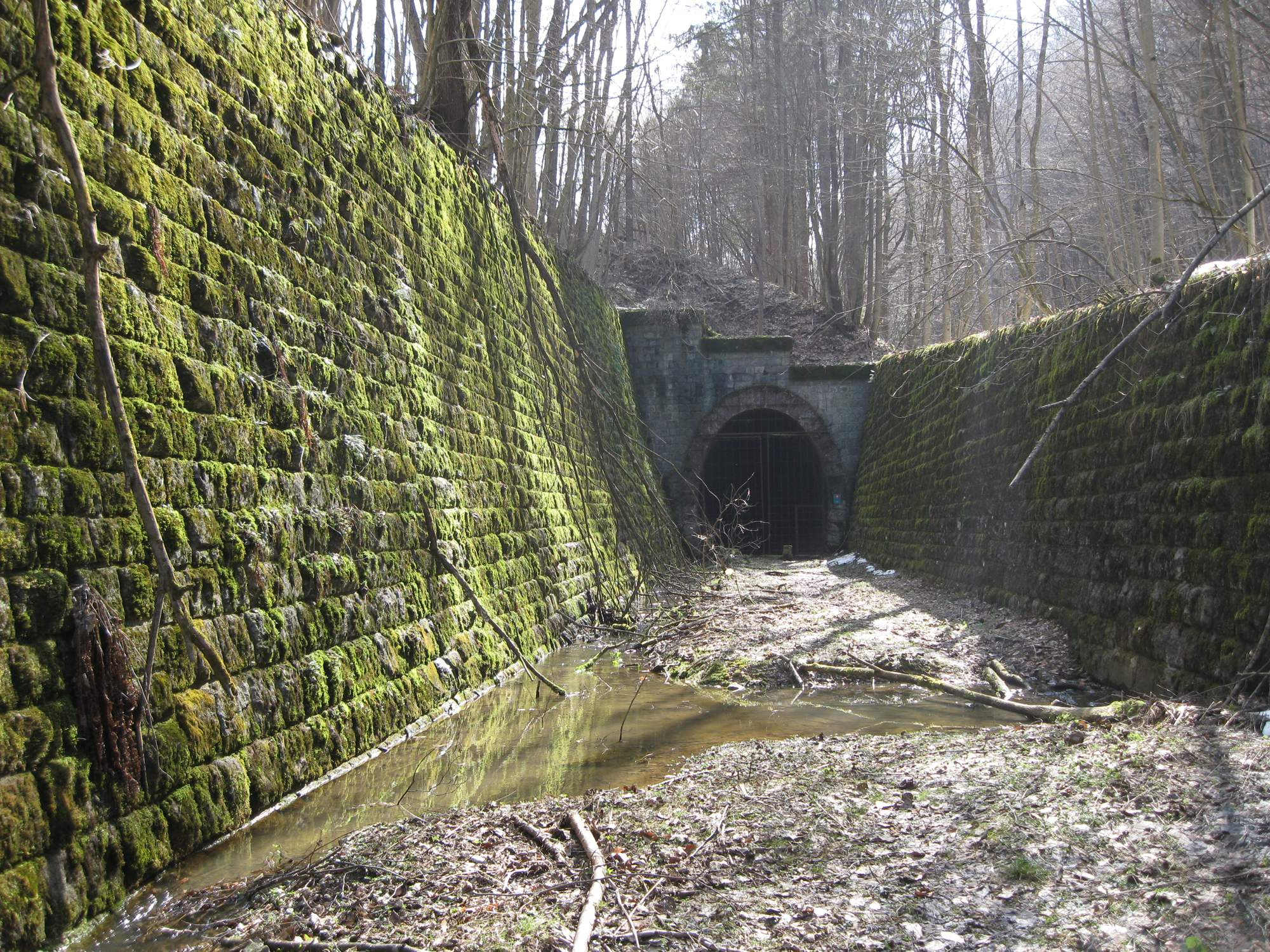
Portál Tunelu pod Dielikom

Tunel je dlouhý 2 km. Jeho výstavba započala v roce 1941. Východní ústí tunelu je přístupné (mříže byly sejmuty), západní ústí je zatopené. V roce 1997 byl tento tunel prohlášen za chráněný areál, protože se v něm nachází významné zimoviště netopýrů.